# Anna Kendrick
Anna Kendrick (Portland, Maine, 1985. augusztus 9. –) amerikai színésznő, énekesnő. 

## Fiatalkora és családja
1985. augusztus 9-én született a Maine állambeli Portlandben. Anyja könyvelő, apja történelemtanár. Angol, ír, és skót felmenőkkel rendelkezik. Bátyja, Michael Cooke Kendrick szintén színész. Mindketten a portlandi Deering High School diákjai voltak.

## Pályafutása
Első színészi tapasztalata tízévesen volt, amikor is a szülei meggyőzték, hogy menjenek át Portlandből New Yorkba néhány meghallgatásra. 13 évesen, 1998 augusztusában megkapta Dinah szerepét egy Broadway musical-ben, a High Society-ben. Alakításáért Theatre World Award-ra, Drama Desk Award-ra, és Tony-díjra jelölték, így Anna Kendrick lett a világon a második legfiatalabb jelölt. Még számos más darabban is szerepelt, de ami még említésre méltó, az A Little Night Music.
2003-ban szerepet kapott a Camp című zenés vígjátékban, majd Fritzi Wagner megformálásáért Best Supporting Actress Chlotrudis Award-ra, és Best Debut Performance Independent Spirit Award-ra jelölték. 2007-ben a Rocket Science című filmben játszotta Ginny Ryerson karakterét. Ezért a filmjéért is jelölték: Best Supporting Actress (Independent Spirit Award 2007).
Anna Kendrick számára az igazi nagy áttörést Stephenie Meyer könyvének filmes adaptációja, a 2008-as Alkonyat hozta, melyben Jessica Stanley-ként tűnik fel.
2009-ben szerepet kapott az Elsewhere című filmben, ahol a főszereplőt játssza, akinek a legjobb barátnője (Tania Raymonde) eltűnik.
Szerepet kapott még a 2008-as The Marc Pease Experience című produkcióban is, ahol többek között Ben Stiller és Jason Schwartzman mellett tűnik fel. Jason Reitman filmjében, az Egek urának a szereplőgárdájában is benne van. A film szintén egy adaptáció: Walter Kirn 2001-es könyvének a feldolgozása, a főszereplő George Clooney. Majd Kendrick még egy filmes adaptációban, a Scott Pilgrim vs. The World-ben is szerepet kapott, mely Edgar Wright könyvének, a Scott Pilgrim-nek a feldolgozása.
Parker Posey, Molly Shannon és Amy Poehler voltak rá hatással.[forrás?]

## Magánélete
Los Angelesben él. Szoprán hanggal rendelkezik.
2009-ben kezdett Edgar Wright filmrendezővel járni. A Scott Pilgrim a világ ellen című film forgatása közben találkoztak. 2013 márciusában szakítottak. 
2014 februárjában kezdett randevúzni Ben Richardsonnal.

## Filmográfia

### Film
| Év   | Magyar cím                              | Eredeti cím                               | Szerep                    | Magyar hang        | Rendező             |
| ---- | --------------------------------------- | ----------------------------------------- | ------------------------- | ------------------ | ------------------- |
| 2003 |                                         | Camp                                      | Fritzi Wagner             |                    | Todd Graff          |
| 2007 |                                         | Rocket Science                            | Ginny Ryerson             |                    | Jeffrey Blitz (1.)  |
| 2008 | Alkonyat                                | The Twilight Saga                         | Jessica Stanley           | Csifó Dorina       | Catherine Hardwicke |
| 2009 |                                         | Elsewhere                                 | Sarah                     |                    | Nathan Hope         |
| 2009 | A musicalsztár                          | The Marc Pease Experience                 | Meg Brickman              | Laudon Andrea      | Todd Louiso         |
| 2009 | Alkonyat – Újhold                       | The Twilight Saga: New Moon               | Jessica Stanley           | Csifó Dorina       | Chris Weitz         |
| 2009 | Egek ura                                | Up in the Air                             | Natalie Keener            | Vadász Bea         | Jason Reitman       |
| 2010 | Scott Pilgrim a világ ellen             | Scott Pilgrim vs. the world               | Stacey Pilgrim            | Kardos Eszter      | Edgar Wright        |
| 2010 | Alkonyat – Napfogyatkozás               | The Twilight Saga: Eclipse                | Jessica Stanley           | Csifó Dorina       | David Slade         |
| 2011 | Fifti-fifti                             | 50/50                                     | Katherine McKay           | Tompos Kátya       | Jonathan Levine     |
| 2011 | Alkonyat: Hajnalhasadás – 1. rész       | The Twilight Saga: Breaking Dawn — Part 1 | Jessica Stanley           | Csifó Dorina       | Bill Condon (1.)    |
| 2012 | A hallgatás szabálya                    | The Company You Keep                      | Diana                     | Csuha Borbála      | Robert Redford      |
| 2012 | Az utolsó műszak                        | End of Watch                              | Janet Taylor              | Bogdányi Titanilla | David Ayer          |
| 2012 | ParaNorman                              | ParaNorman                                | Courtney Babcock (hangja) | Talmács Márta      | Sam Fell            |
| 2012 | ParaNorman                              | ParaNorman                                | Courtney Babcock (hangja) | Talmács Márta      | Chris Butler        |
| 2012 | Tökéletes hang                          | Pitch Perfect                             | Beca Mitchell             | Czető Zsanett      | Jason Moore         |
| 2012 | Várandósok – Az a bizonyos kilenc hónap | What to Expect When You’re Expecting      | Rosie Brennan             | Bogdányi Titanilla | Kirk Jones          |
| 2012 | Alkonyat: Hajnalhasadás – 2. rész       | The Twilight Saga: Breaking Dawn — Part 2 | Jessica Stanley           | Csifó Dorina       | Bill Condon (2.)    |
| 2013 | Ivócimborák                             | Drinking Buddies                          | Jill                      | Lamboni Anna       | Joe Swanberg (1.)   |
| 2013 | Ördögöt fogtál, nem ereszt              | Rapture-Palooza                           | Lindsey Lewis             | Csuha Borbála      | Paul Middleditch    |
| 2014 | Boldogság bármi áron                    | Cake                                      | Nina Collins              | Szabó Zselyke      | Daniel Barnz        |
| 2014 | Boldog karácsony                        | Happy Christmas                           | Jenny                     | Bogdányi Titanilla | Joe Swanberg (2.)   |
| 2014 | Vad regény                              | Into the Woods                            | Hamupipőke                | Csuha Borbála      | Rob Marshall        |
| 2014 | Az utolsó öt év                         | The Last Five Years                       | Cathy Hiatt               | Csuha Borbála      | Richard LaGravenese |
| 2014 | Zombibarátnő                            | Life After Beth                           | Erica Wexler              | Bogdányi Titanilla | Jeff Baena          |
| 2014 | A hangok                                | The Voices                                | Lisa                      | Gáspár Kata        | Marjane Satrapi     |
| 2015 | Az eltűnt tűz nyomában                  | Digging for Fire                          | Alicia                    | Czető Zsanett      | Joe Swanberg (3.)   |
| 2015 | Tökéletes hang 2.                       | Pitch Perfect 2                           | Beca Mitchell             | Czető Zsanett      | Elizabeth Banks     |
| 2015 | Gyilkos páros                           | Mr Right                                  | Martha McKay              | Sipos Eszter       | Paco Cabezas        |
| 2016 | Szeretteink körében                     | The Hollars                               | Rebecca                   | Bogdányi Titanilla | John Krasinski      |
| 2016 | Érettségi után, érettség előtt          | Get a Job                                 | Jillian Stewart           | Csifó Dorina       | Dylan Kidd          |
| 2016 | Mike és Dave esküvőhöz csajt keres      | Mike and Dave Need Wedding Dates          | Alice                     | Csuha Borbála      | Jake Szymanski      |
| 2016 | A könyvelő                              | The Accountant                            | Dana Cummings             | Csuha Borbála      | Gavin O’Connor      |
| 2016 | Trollok                                 | Trolls                                    | Pipacs hercegnő (hangja)  | Csuha Borbála      | Mike Mitchell       |
| 2017 | Tökéletes hang 3.                       | Pitch Perfect 3                           | Beca Mitchell             | Czető Zsanett      | Trish Sie           |
| 2017 | A 19-es asztalnál ülők                  | Table 19                                  | Eloise McGarry            | Csuha Borbála      | Jeffrey Blitz (2.)  |
| 2018 | Egy kis szívesség                       | A Simple Favor                            | Stephanie Ward            | Csifó Dorina       | Paul Feig           |
| 2019 |                                         | The Day Shall Come                        | Kendra Glack              |                    | Chris Morris        |
| 2019 | Noelle: A Télapó lánya                  | Noelle                                    | Noelle Kringle            | Csuha Borbála      | Marc Lawrence       |
| 2020 | Trollok a világ körül                   | Trolls World Tour                         | Pipacs hercegnő (hangja)  | Csuha Borbála      | Walt Dohrn (1.)     |
| 2021 | A potyautas                             | Stowaway                                  | Zoe Levenson              | Csifó Dorina       | Joe Penna           |
| 2022 |                                         | Alice, Darling                            | Alice                     |                    | Mary Nighy          |
| 2023 | Trollok: Együtt a banda                 | Trolls Band Together                      | Pipacs hercegnő (hangja)  | Csuha Borbála      | Walt Dohrn (2.)     |
| 2023 | Veszélyes önállóság                     | Self Reliance                             | Maddy                     | Csifó Dorina       | Jake Johnson        |
| 2023 | Nő a reflektorfényben                   | Woman of the Hour                         | Cheryl Bradshaw           | Mikecz Estilla     | Anna Kendrick       |
| 2025 | Még egy kis szívesség                   | Another Simple Favor                      | Stephanie Ward            | Csifó Dorina       | Paul Feig           |

### Televízió
| Év        | Magyar cím                              | Eredeti cím                        | Szerep                   | Megjegyzések                                                        |
| --------- | --------------------------------------- | ---------------------------------- | ------------------------ | ------------------------------------------------------------------- |
| 2007      |                                         | Viva Laughlin                      | Holly                    | 1 epizód                                                            |
| 2009      | A félelem maga                          | Fear Itself                        | Shelby Johnson           | - 1 epizód - magyar hangja: - Molnár Ilona                          |
| 2012      | Family Guy                              | Family Guy                         | Nora (hangja)            | 1 epizód                                                            |
| 2013      |                                         | So You Think You Can Dance         | önmaga                   | vendég zsűritag (1 epizód)                                          |
| 2013      |                                         | Comedy Bang! Bang!                 | önmaga                   | 1 epizód                                                            |
| 2014      | Saturday Night Live                     | Saturday Night Live                | önmaga (házigazda)       | 1 epizód (Anna Kendrick / Pharrell Williams)                        |
| 2015      | Playback párbaj                         | Lip Sync Battle                    | önmaga                   | 1 epizód (Anna Kendrick vs. John Krasinski)                         |
| 2017      | John Oliver-show az elmúlt hét híreiről | Last Week Tonight with John Oliver | Nan Britton              | 1 epizód                                                            |
| 2017      |                                         | Trolls Holiday                     | Pipacs hercegnő (hangja) | különkiadás                                                         |
| 2019      |                                         | Human Discoveries                  | Jane (hangja)            | főszereplő és vezető producer                                       |
| 2020      |                                         | Dummy                              | Cody Heller              | főszereplő és vezető producer                                       |
| 2020–2021 |                                         | Love Life                          | Darby Carter             | - főszereplő (1. évad) - vendégszereplő (2. évad) - vezető producer |
| 2021      |                                         | Trolls: Holiday in Harmony         | Pipacs hercegnő (hangja) | különkiadás                                                         |
| 2023      | Scott Pilgrim rákapcsol                 | Scott Pilgrim Takes Off            | Stacey Pilgrim (voice)   | főszereplő                                                          |

## Díjak, jelölések
- Egek ura
  - Torontói Nemzetközi Filmfesztivál (2010) – Legjobb női mellékszereplő
  - BAFTA-díj (2010) – Legjobb női mellékszereplő jelölés
  - Golden Globe-díj (2010) – Legjobb női mellékszereplő jelölés
  - Oscar-díj (2010) – Legjobb női mellékszereplő jelölés